# Pierre Chouteau
Pierre Chouteau (San Luis, Luisiana española, 19 de enero de 1789-6 de septiembre de 1865) fue un importante comerciante de pieles que tenía su centro de operaciones en San Luis (Misuri).

## Carrera
Comenzó comerciando a los 15 años con los indígenas de la tribu Osage hasta la Guerra anglo-estadounidense de 1812. Al finalizar la guerra, Chouteau se hizo miembro de la American Fur Company fundada por John Jacob Astor (1763-1848) y fue pionero en el uso de barcos de vapor en el río Misuri.
En 1834, junto con su socio Bernard Pratte, compró a Astor los derechos de comercialización sobre el río Misuri y fundó una nueva compañía que llevaría el nombre de Pierre Chouteau, Jr. and Company hasta que se cerró en 1864. En 1847 fundó la ciudad de Fort Benton en el Condado de Chouteau, Montana —que fue el lugar más lejano de San Luis al que llegaron a comercializar— y la ciudad de Fort Pierre (Dakota del Sur), que poco después se amplió —al otro lado del río Misuri— en Pierre (Dakota del Sur) que es la actual capital estatal.